# Внутрішньопластове горіння
Внутрішньопластове горіння (рос. внутрипластовое горение; англ. interbedding combustion; нім. in situ Verbrennung f, Flözbrand m) — спосіб розробки нафтових родовищ, який ґрунтується на екзотермічних окиснювальних реакціях вуглеводнів, головним чином пластової нафти із закачуваним у пласт окиснювачем (звичайно киснем повітря); часто в зону генерації тепла подаються також вуглеводневий газ і вода (зволожене горіння на відміну від першого — сухого).

## Механізм внутрішньопластового горіння
Суть внутрішньопластового горіння — створення зони екзотермічних реакцій, яка переміщується по пласту і дає змогу в процесі спалювання частини пластової нафти полегшити і збільшити видалення решти її частини. Зміна технологічних характеристик нафти сприяє її витісненню з пласта. В.г. починається з ініціювання горіння поблизу вибою свердловини-запалювальниці шляхом закачування в неї повітря, рідше іншого газу (сухе В.г.). Займання пластової нафти відбувається спонтанно або в результаті додаткового розігрівання привибійної зони свердловини з допомогою вибійного електронагрівача, газової горілки, запалювальних хімічних сумішей і ін. Підтримування процесу горіння і переміщення зони (фронту) горіння по пласту забезпечується безперервним закачуванням повітря. Фронт горіння і потік закачуваного повітря можуть рухатися в одному напрямку — від нагнітальної свердловини-запалювальниці до видобувної (прямо-течійне В.г.) або назустріч одна одній (протитечійне внутрішньопластове горіння). Останній метод практично не застосовується. При прямотечійному внутрішньопластовому горінні джерелом горіння служить головним чином «нафтовий кокс» (теплотворна здатність 29-42 МДж/кг, температура горіння 350—370°С і вище). Утворюється з найбільш важких фракцій нафти, які відділяються під час її нагрівання перед фронтом горіння; легкі фракції випаровуються і витісняються. Швидкість переміщення фронту горіння визначається концентрацією коксу (зростає із збільшенням густини і в'язкості нафти) і темпами закачування повітря. При недостатньому вмісті коксу в пласт разом з повітрям закачують вуглеводневе газоподібне паливо (наприклад, метан). Ефективність сухого В.г. відносно невисока. В зону перед фронтом горіння через низьку теплоємність повітря переноситься менше 20 % генерованого тепла. Для покращення процесу передавання тепла одночасно (почергово) з повітрям у свердловину закачується вода. Остання, випаровуючись у випаленій зоні, попадає в ділянку перед фронтом горіння і утворює там зони насиченої пари і сконденсованої гарячої води. При збільшенні об'ємів закачуваної води процес горіння припиняється. Однак кисень закачуваного повітря в зоні насиченої пари вступає з нафтою в екзотермічні реакції (В.г. з частковим гасінням, або надвологе В.г.). При цьому швидкість руху зони генерації тепла (температура головним чином 200—300°С) визначається в основному темпами закачування води і значно вище швидкості руху фронту горіння при сухому і вологому В.г.

## Вигорілий об'єм пласта
Вигорілий об'єм пласта (рос. выгоревший объем пласта; (англ.)volume of burned out part of reservoir; (нім.)gebranntes Schichtenvolumen n) — частина об'єму нафтонасиченого пласта, через яку пройшов фронт горіння під час реалізації процесу внутрішньопластового горіння.

## Витіснення нафти продуктами внутрішньопластового горіння нафти
Спалюючи частину його і підтримуючи горіння нагнітанням повітря, у пласті отримують велику кількість гарячих продуктів. Ініціювання горіння здійснюють через запальні (а надалі нагнітальні) свердловини, породи привибійної зони яких попередньо прогріваються до температури 500—600 °C за допомогою спеціальних газових пальників або електричних нагрівачів. Пройшовши цю зону, гаряче повітря стикається з нафтою, рідкі та газові фракції випаровуються й виносяться в глибину пласта. На поверхні пор залишається кокс (15—30 кг на м³ породи), який горить, виділяючи необхідне для підтримки процесу горіння тепло. По мірі нагнітання повітря фронт горіння просувається в глибину пласта (5—10 см/добу). Для використання тепла порід випаленої зони разом із повітрям у пласт закачують і воду 2—5 л на 1 м³ повітря. Залежно від кількості закачуваної води процес називають вологим (2 л/м³) і надвологим горінням (4—5 л/м³) на відміну від сухого горіння, що здійснюється без подачі води. При вологому і особливо надвологому горінні значно поліпшуються економічні показники, скорочується необхідна кількість повітря, що нагнітається, збільшується швидкість просування фронту горіння, температура його знижується до 250—300 °C, скорочується кількість пального, необхідного для здійснення процесу. Метод внутрішньопластового горіння рекомендується застосовувати у покладах з важкою нафтою при в'язкості 500—1000 МПа.с.
Для видобутку 1 м3 нафти витрати повітря становлять 3—5 тис. м³. Нафтовіддача може досягти 70 %.

## Характерні зони

Внутрішньопластове горіння: характерні зони

Між вибоєм нагнітальної свердловини і фронтом горіння розміщується випалена зона 1. При нормальній течії процесу в ній залишається суха, вільна від яких-небудь домішок порід частина пласта. У покрівлі і підошві пласта в даній зоні після проходження фронту горіння може залишатися нафтонасичена частина 2, так як в зв'язку с втратами тепла в по-крівлі і підошві температура в цих частинах може бути недостатньою для займання палива. Лабораторними і промисловим дослідженнями встановлено, що зона фронту горіння 3 має порівняно малі поперечні розміри і не доходить до покрівлі і підошви пласта. Безпосеред-ньо перед фронтом горіння в поровому середовищі рухається зона 4 коксоутворення і ви-паровування порівняно легких фракцій нафти і зв'язаної води. Нагрів цієї області пласта здійснюється за рахунок теплопровідності і конвективного переносу тепла водяною парою, нафтою і газоподібними продуктами горіння. Температура в цій зоні падає від температури горіння до температури кипіння при пластовому тиску. Перед зоною випаровування рухається зона 5 конденсації пари нафти і води. Температура зони рівна температурі кипіння суміші води і нафти. Перед цією зоною рухається зона 6, температура знижується від температури конденсації до пластової. Перед зоною конденсату нафти і води може утворитися «нафтовий вал» при температурі, рівній пластовій. Остання зона 8 — зона нафти с початковою насиченістю і при пластовій температурі, через яку фільтруються залишені газоподібні продукти горіння.

## Технологічний ефект
Процеси внутрішньопластового пароутворення при вологому і надвологому
В.г. сприяють інтенсифікації теплового діяння на пласт, зумовлюють скорочення витрат стисненого повітря на видобування нафти. Механізм теплового способу розробки на основі В.г. крім витіснення нафти водяною парою, гарячими газами горіння, водою, водогазовими сумішами і ін., оснований на дії кисневмісних компонентів як поверхнево-активних речовин, а також легких фракцій нафти, які випаровуються. На нафтовилучення (в сер. 50-70 %) можуть впливати фізико-хімічні перетворення самої породи-колектора. Сприятливі геолого-фізичні умови застосування В.г.: коефіцієнт динамічної в'язкості нафти більше 10-2 Па с, товщина пласта понад 3 м, глибина залягання до 2000 м, коефіцієнт проникності понад 0,1 мкм², коефіцієнт пористості більше 18 %, коефіцієнт нафтонасиченості понад 30-35 %. Системи розміщення нагнітальних і видобувних свердловин при В.г. — по площі і рядами.

## Недоліки процесу
Недоліки внутрішньопластового горіння пов'язані з необхідністю вжиття заходів з охорони довкілля та утилізації продуктів горіння, попередження корозії обладнання.

## Розвиток процесу. Застосування
Розвиток внутрішньопластового горіння полягає в його поєднанні з іншими впливами на пласт, підвищенні ефективності окремих елементів загального механізму витіснення нафти з допомогою теплового ефекту.
Внутрішньопластове горіння застосовується в Росії, Румунії, Азербайджані, США.